# Grenade à main RGN
 (septembre 2023).
La grenade à main RGN (en russe : Ручнаыа Граната Наступательнаыа, Ruchnaya Granata Nastupatel'naya) est une grenade à main à fragmentation soviétique offensive. Elle se compose d'un corps fractionné en aluminium monocouche. Elle est très similaire à la grenade à main défensive RGO. La coque de la grenade se compose de deux hémisphères en aluminium dentelés à l'intérieur.
La grenade a un rayon létal déclaré de 4 mètres,, avec un maximum de 10 mètres,, et un rayon de sécurité de 25 mètres,. Les fragments perdent rapidement leur efficacité au-delà du rayon létal en raison du corps fractionné en aluminium, qui a été conçu de manière similaire à la grenade RGN-86  (une variante du RGD-5). La grenade peut-être lancée à 30 ou 40 mètres. 
La grenade est actuellement en production en Russie et en Ukraine et est en service dans un certain nombre d'autres pays.

## Histoire
Les grenades RGN et RGO sont développées dans le cadre du projet BAZALT (« Basalt ») pendant la guerre soviéto-afghane pour compléter la RGD-5. Lors de combats dans les montagnes, les troupes russes ont constaté que leurs grenades étaient moins efficaces. Le terrain escarpé faisait souvent rebondir ou rouler accidentellement les grenades vers la position du lanceur et causait des pertes amicales.

## Caractéristiques techniques
Les ingénieurs conçoivent un nouveau dispositif de déclenchement et de détonation, plus perfectionné et permettant aux grenades d'exploser, non après un délai prédéfini, mais au contact du sol. Un nouveau mélange d'explosifs est aussi utilisé, comprenant du RDX et du TNT. 
Le grenade pèse au total, avec la goupille en place, 310 grammes, dont 112 g d'explosif. 220 à 250 fragments sont projetés à l'explosion, à une vitesse de 700 m/s. Le rayon d'explosion est compris entre huit et dix mètres.